# Milking the Stars: A Re-Imagining of Last Patrol
Milking the Stars: A Re-Imagining of Last Patrol (с англ. — «Молочные звёзды: Переосмысление последнего дозора») — десятый студийный альбом американской стоунер-рок-группы Monster Magnet. Релиз пластинки состоялся 14 ноября 2014 года в Европе, 17 ноября в Великобритании и 18 ноября в США и Канаде.

## Запись
По словам лидера группы Дэйва Вайндорфа Milking the Stars: A Re-Imagining of Last Patrol представляет собой переработанную версию предыдущего студийного альбома Monster Magnet Last Patrol. Музыканты описали свою новую работу, как «странноватая атмосфера 1960-х». Вайндорф также сообщил, что Milking the Stars: A Re-Imagining of Last Patrol нельзя назвать строго альбомом ремиксов, так как на пластинке ещё будут представлены четыре новые композиции и два концертных трека, которые были исполнены во время выступления в Ancienne Belgique в Брюсселе. В записи этих концертных композиций принимал участие новый участник группы — басист Крис Коснайк.

## Список композиций
| №   | Название                                                    | Длительность |
| --- | ----------------------------------------------------------- | ------------ |
| 1.  | «Let the Circus Burn»                                       | 7:25         |
| 2.  | «Mindless Ones’68»                                          | 5:22         |
| 3.  | «No Paradise for Me»                                        | 5:34         |
| 4.  | «End of Time (B-3)»                                         | 6:36         |
| 5.  | «Milking the Stars»                                         | 7:19         |
| 6.  | «Hellelujah (Fuzz and Swamp)»                               | 5:01         |
| 7.  | «I Live Behind the Clouds (Roughed Up and Slightly Spaced)» | 4:35         |
| 8.  | «Goliath Returns»                                           | 3:30         |
| 9.  | «Stay Tuned (Even Sadder)»                                  | 6:01         |
| 10. | «The Duke (Full On Drums’N Wah)»                            | 5:25         |
| 11. | «Last Patrol» (live at the AB, 2014)                        | 11:14        |
| 12. | «Three Kingfishers» (live at the AB, 2014)                  | 6:41         |

## Участники записи
Monster Magnet
- Дэйв Вайндорф — вокал, гитара, клавишные, продюсирование
- Гаррет Свинни — гитара, ситара
- Фил Кайвано — гитара, бас-гитара
- Крис Коснайк — бас-гитара
- Боб Пантелла — барабаны, перкуссия

Другой персонал
- Ким Боллард, Мэтт Форман — орган
- Джо Барреси — сведение
- Дэйв Коллинс — мастеринг
- Джо Демаио — ассистент
- Райан Кларк, Джон Самроу — дизайн